# 輪西町
輪西町（わにしちょう）は北海道室蘭市の地名。輪西町一丁目から三丁目の町がある。住居表示実施済み。郵便番号は050-0085。かつて同名の字が存在した。

## 地理
室蘭市の中央部に位置し、北に仲町、東に東町、南にみゆき町、西に大沢町と接する。

## 地域の特徴
室蘭市の都市計画マスタープランでは蘭東地域に属する。
平坦な地形であり、一丁目・二丁目は商業地域。北縁の外側をJR北海道室蘭本線（支線）が通り、一丁目・二丁目の北縁に沿って室蘭市道母恋・東町大通線（旧国道36号）が走る。一丁目に室蘭警察署 輪西交番，室蘭輪西南郵便局，こどもの森幼稚園，輪西会館，日本製鉄 輪西寮、二丁目に室蘭市市民会館，室蘭市立図書館 輪西分室，輪西郵便局、三丁目に浄土真宗本願寺派光昭寺、日本製鉄室蘭球場がある。

## 歴史
絵鞆半島の中心部として新日鉄（現日本製鉄）と共に興隆した地域。町の発展に伴い、室蘭信用金庫，北海道拓殖銀行，北海道相互銀行，北洋相互銀行，室蘭商工信用組合の支店や出張所が相次いで開店したが、その後別の地域に移転している。また、かつて一丁目には新日鉄の社宅アパートが群立しており、隣接する市道も輪西社宅通りと呼ばれていたが、全て取り壊され、跡地の一部に輪西寮が建っている。

### 地名の由来
古くはワヌシとも呼ばれた。由来はアイヌ語の「ワ・ネ・ウシ」（輪・になっている・所），「マ・ネ・ウシ」（澗・になっている・所），「ハルウシ」（食料・郡在する・所）などの説がある。

### 沿革
- 1929年（昭和4年）10月16日 - 字名改正により輪西村（大字）の一部が輪西町（字）となり、輪西村（大字）を廃止[7][8]。
- 1964年（昭和39年）5月1日 - 輪西町一丁目 - 三丁目新設[7][9]。

### 町名の変遷
| 実施内容          | 実施年月日                | 実施後       | 実施前 |
| ----------------- | ------------------------- | ------------ | --- |
| 字名改正          | 1929年（昭和4年）10月16日 | 輪西町（字） | 輪西村（大字）の小字、 瑞ノ江，霞台，大沢，エトツケレップ，チリベツ，札幌通，ベシボッケ，元町，三橋，柏木，イタンキ |
| 町名新設 住居表示 | 1964年（昭和39年）5月1日  | 輪西町一丁目 | 輪西町（字）の一部                                                                                                  |
| 町名新設 住居表示 | 1964年（昭和39年）5月1日  | 輪西町二丁目 | 輪西町（字）の一部                                                                                                  |
| 町名新設 住居表示 | 1964年（昭和39年）5月1日  | 輪西町三丁目 | 輪西町（字）の一部                                                                                                  |

## 世帯数と人口
2023年（令和5年）12月31日現在（室蘭市発表）の世帯数と人口は以下の通りである。
| 町           | 世帯数    | 人口    |
| ------------ | --------- | ------- |
| 輪西町一丁目 | 626世帯   | 864人   |
| 輪西町二丁目 | 394世帯   | 603人   |
| 輪西町三丁目 | 17世帯    | 22人    |
| 計           | 1,037世帯 | 1,489人 |

### 人口の変遷
国勢調査による人口の推移。
| 1995年（平成7年）  | 2,539人 | [ 10 ] |  |
| 2000年（平成12年） | 2,007人 | [ 11 ] |  |
| 2005年（平成17年） | 1,777人 | [ 12 ] |  |
| 2010年（平成22年） | 1,633人 | [ 13 ] |  |
| 2015年（平成27年） | 1,631人 | [ 14 ] |  |
| 2020年（令和2年）  | 1,506人 | [ 15 ] |  |

### 世帯数の変遷
国勢調査による世帯数の推移。
| 1995年（平成7年）  | 1,075世帯 | [ 10 ] |  |
| 2000年（平成12年） | 940世帯   | [ 11 ] |  |
| 2005年（平成17年） | 845世帯   | [ 12 ] |  |
| 2010年（平成22年） | 819世帯   | [ 13 ] |  |
| 2015年（平成27年） | 948世帯   | [ 14 ] |  |
| 2020年（令和2年）  | 945世帯   | [ 15 ] |  |

## 学区
市立小・中学校に通う場合、学区は以下の通りとなる。
| 町           | 街区 | 小学校             | 中学校             |
| ------------ | ---- | ------------------ | ------------------ |
| 輪西町一丁目 | 全域 | 室蘭市立海陽小学校 | 室蘭市立翔陽中学校 |
| 輪西町二丁目 | 全域 | 室蘭市立海陽小学校 | 室蘭市立翔陽中学校 |
| 輪西町三丁目 | 全域 | 室蘭市立海陽小学校 | 室蘭市立翔陽中学校 |

## 交通

### 鉄道
- JR北海道 輪西駅

### バス
町域の北縁を通る室蘭市道母恋・東町大通線（旧国道36号）には、道南バスの蘭東地区と蘭西地区を結ぶ路線が数多く運行されている。「日本製鉄前」停留所には、市内線の他、郊外路線や高速バスも停車する。

### 道路
- 国道36号（室蘭新道） ※国道235号との重用区間
  - 輪西出入口が所在
- 室蘭市道母恋・東町大通線（都市計画道路3・3・249日の出母恋通、旧国道36号）[17][18]

## 施設

### 役所・公的機関
- 室蘭警察署 輪西交番

### 公共施設
- 室蘭市民会館
- 室蘭市立図書館 輪西分室
- 輪西会館

### 教育施設
- こどもの森幼稚園

### 金融機関
- 室蘭輪西南郵便局
- 輪西郵便局

### 寺社
- 浄土真宗本願寺派光昭寺

### 公園
- 輪西駅前広場
- 輪西公園

### その他
- 日本製鉄 輪西寮
- 日本製鉄室蘭球場

## 出身人物
- 堀井学（元スピードスケート選手、元衆議院議員）[19]